# Penisfraktur

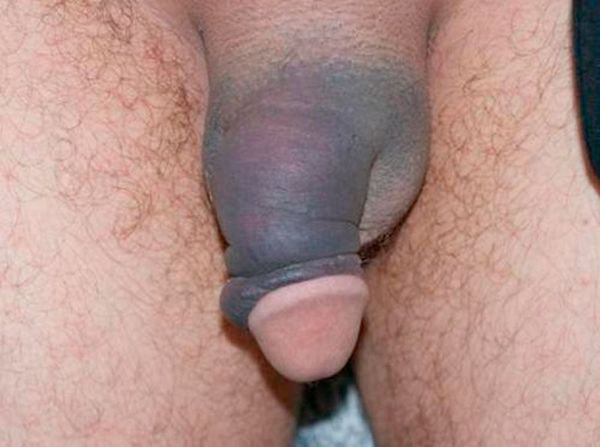
Penisfraktur med hematom.

Penisfraktur är en vanlig beteckning på en ruptur på penisens svällkroppar, ibland även på urinröret. Skadan uppstår genom slag eller tryck på en erigerad penis, exempelvis vid samlag. Penisfraktur är en sällsynt skada med endast ca 1300 rapporterade fall i världen mellan 1935 och 2004. Skadan måste behandlas kirurgiskt genom att huden skärs loss runt ollonet, rullas ner till penisroten så att svällkroppar och urinrör blottläggs. Därefter avlägsnas hematomet och skadan sys igen vid svällkropparna och eventuellt i urinröret. Därefter rullas huden upp igen och sys fast vid snittet, dock måste förhuden avlägsnas så att personer som haft penisfraktur blir omskurna.
Beteckningen fraktur är något felaktig eftersom penisen inte har några ben.